# Протонная эпоха
В физической космологии прото́нная эпо́ха — это период в эволюции ранней Вселенной, между 3 мин и 379 тыс. лет после Большого Взрыва. 
В течение первых 20 минут протонной эпохи продолжается первичный нуклеосинтез, в процессе которого образуются элементы не тяжелее лития. Стандартная модель Большого Взрыва (модель Лямбда-CDM) предсказывает следующее соотношение элементов: 1H — 75 %, 4He — 25 %, D (2H) — 3⋅10−5, 3He — 2⋅10−5, 7Li — 10−9.
Примерно через 70 тыс. лет после большого взрыва вещество начинает доминировать над излучением, что приводит к изменению режима расширения Вселенной. В конце протонной эпохи, примерно через 379 тыс. лет после Большого взрыва температура Вселенной спала до уровня, что ядра смогли захватывать электроны и создавать нейтральные атомы. Вселенная становится прозрачной для фотонов теплового излучения. Как результат, фотоны стали уже не так часто взаимодействовать с веществом, произошла рекомбинация, начало распространяться фоновое космическое излучение, и впоследствии произошло формирование крупномасштабной структуры Вселенной.